# Agnac
Agnac is een gemeente in het Franse departement Lot-et-Garonne (regio Nouvelle-Aquitaine) en telt 388 inwoners (1999). De plaats maakt deel uit van het arrondissement Marmande.

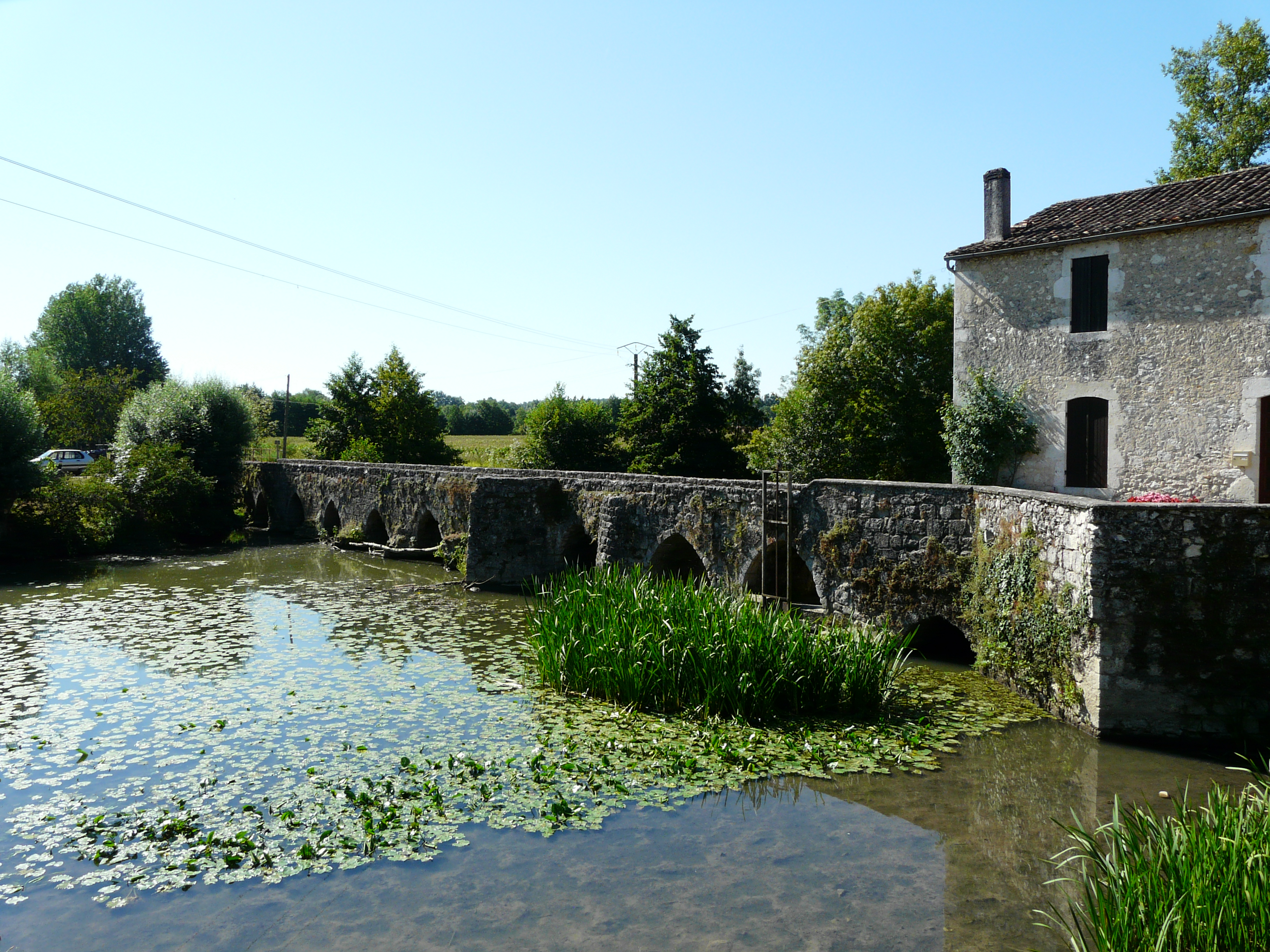
Oude brug in Agnac

## Geografie
De oppervlakte van Agnac bedraagt 13,6 km², de bevolkingsdichtheid is 28,5 inwoners per km².
De onderstaande kaart toont de ligging van Agnac met de belangrijkste infrastructuur en aangrenzende gemeenten.

## Demografie
Onderstaande figuur toont het verloop van het inwonertal (bron: INSEE-tellingen).